# Pseudalosterna wolongana
Pseudalosterna wolongana là một loài bọ cánh cứng trong họ Cerambycidae.